# Bhikkhu

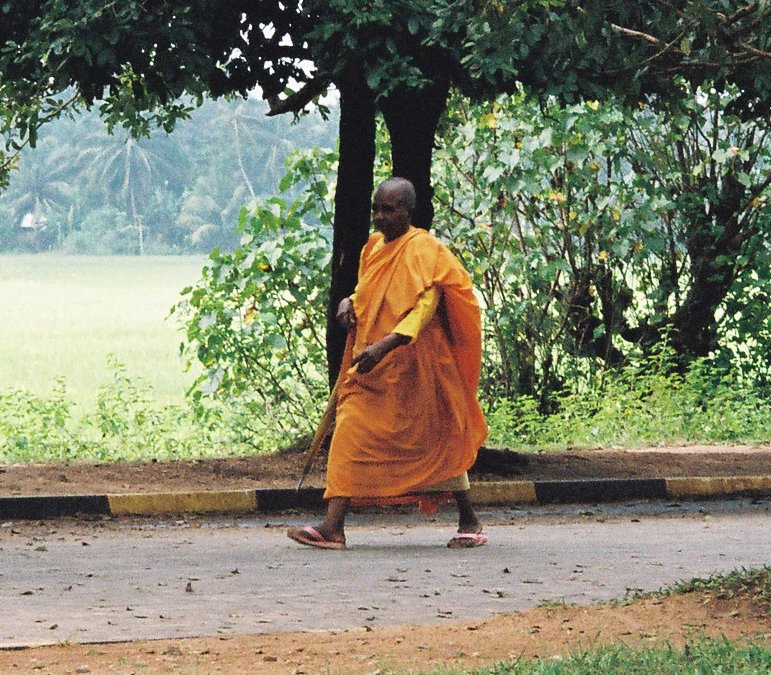
Un monje budista de Sri Lanka.

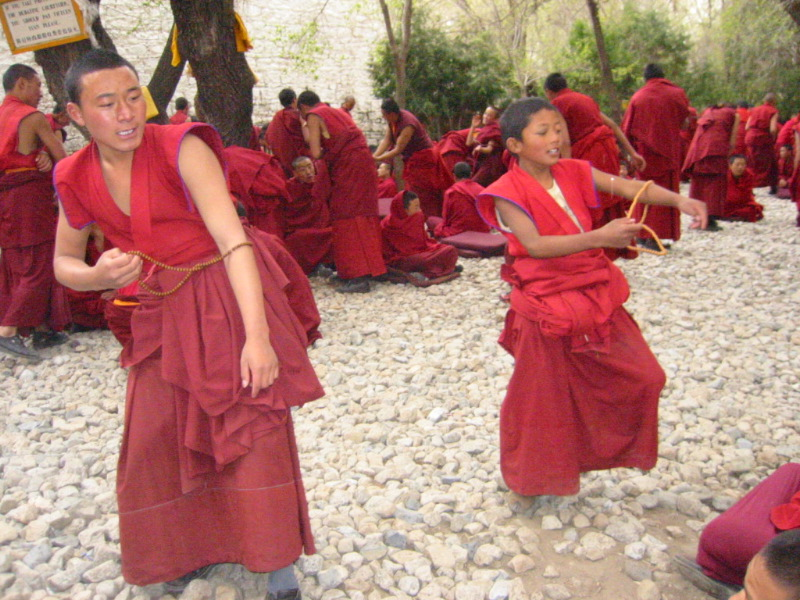
Dos monjes tibetanos del Monasterio de Drepung.

Un bhikkhu (pali) o bhikṣu (sánscrito) es un monje budista que ha recibido la ordenación completa. Las monjas se llaman Bhikkhunis. Bhikkhus y Bhikkhunis guardan numerosos preceptos: viven según la norma monástica del vinaya cuyas reglas básicas se llaman patimokkha. Su forma de vida está orientada a apoyar su práctica espiritual, para que, llevando una existencia sencilla y de meditación, puedan alcanzar el nirvana.

## Introducción
Bhiksu se puede traducir como "mendigo". En el comentario del canon pali Buddhaghosa escribió que es "la persona que ve peligro (en el samsara)". El Dhammapada dice:

No es por tanto un bhikkhu

solo porque pide limosna a otros,

ni por adoptar una apariencia

se convierte uno en bhikkhu.

Aquél que somete al mal,

sea grande o pequeño,

ese es un bhikkhu,

porque ha vencido todo mal. Dhp 266, 267

El monacato fue introducido desde los comienzos de la historia del budismo. La ordenación no es inmediata, es preciso pasar por un periodo de noviciado (sramanera). Un bhikkhu que ha hecho los votos para unirse a la sangha debe guardar las reglas de conducta (227 para los varones) del Vinaya, aunque hay importantes diferencias según las interpretaciones. La edad mínima para hacer los votos es de 21 años, pero esto también puede cambiar según las distintas tradiciones.
Antiguamente, se conocía en Occidente a los monjes budistas como bonzos, palabra con origen en el japonés bonsō que llegó a través del portugués a los idiomas europeos.

### Los cinco preceptos principales
- Abstenerse de quitar la vida
- Abstenerse de tomar lo que no ha sido dado.
- Abstenerse de actos sexuales inadecuados.
- Abstenerse de mentir.
- Abstenerse de ingerir intoxicantes (drogas)

### Hábito
El hábito que visten los monjes procede de la idea de usar ropa ordinaria que les protegiera de los elementos. No puede estar hecho de una única pieza, sino de retales cosidos. El color varía según la tradición, amarillo o azafrán en los países de tradición theravāda, rojo en Tíbet, gris o negro en Asia oriental.

### Posesiones del monje
Un monje solo puede tener las siguientes pertenencias materiales, lo contrario sería quebrantar la regla. En la tradición theravāda :
1. Tres tipos de prenda: kesa, uttaraasa“nga y antaravaasaka.
2. Cinturón (kaayabandhana).
3. Cuenco de mendicante (patta).
4. Cuchilla de afeitar (vaasi).
5. Aguja para remendar su ropa (suuci).
6. Filtro de agua para evitar beber pequeños seres vivos (parissaavana).